# Carl Philip von Schweden

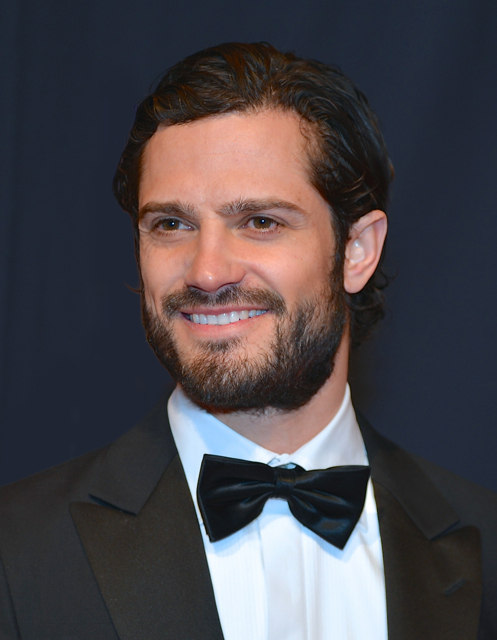
Prinz Carl Philip (2014)

Carl Philip Edmund Bertil, Prinz von Schweden, Herzog von Värmland (* 13. Mai 1979 in Stockholm) ist das zweite Kind und der einzige Sohn von König Carl XVI. Gustaf von Schweden und Königin Silvia. Carl Philip wurde als Kronprinz von Schweden geboren. Nach Änderung des Thronfolgegesetzes im Jahr 1980 wurde seine ältere Schwester Victoria Kronprinzessin. Prinz Carl Philip steht an vierter Stelle in der schwedischen Thronfolge.

## Ausbildung und Berufstätigkeit
Nach Beendigung seiner Schulausbildung im Jahre 1999 trat Prinz Carl Philip seinen Wehrdienst an. Er beendete diesen 2002 im Rang eines Leutnants. Von 2003 bis Mai 2006 studierte er Grafikdesign an der Stockholmer Forsbergs Schule für Design. 2009 debütierte er als Designer mit einer Silberbesteck-Kollektion bei Svenskt Tenn. Im darauffolgenden Jahr präsentierte er einen von ihm entworfenen Kaminofenfeuerschutz. 2011 schloss er ein Studium der Agrarwissenschaft an der Schwedischen Universität für Agrarwissenschaften in Alnarp erfolgreich mit dem Lantmästarexamen ab.
Der Prinz ist seit seiner Kindheit ein begeisterter Amateurfotograf und betrieb sein Hobby unter anderem als Praktikant beim US-Magazin National Geographic auch professionell. Im Mai 2007 präsentierte er im Anatomischen Theater des Museums Gustavianum in Uppsala unter dem Titel Ein Hauch von Paradies 30 Detailansichten von Blumen und anderen Naturmotiven aus dem Botanischen Garten von Uppsala.

## Familienstand
Carl Philip heiratete am 13. Juni 2015 in der Schlosskirche zu Stockholm Sofia Hellqvist. Die Verlobung hatte am 27. Juni 2014 stattgefunden. Seit Juni 2011 bewohnen sie eine Villa auf Djurgården.
Das Paar hat vier Kinder:
- Alexander Erik Hubertus Bertil, Herzog von Södermanland (* 19. April 2016 in Danderyd)[8]
- Gabriel Carl Walther, Herzog von Dalarna (* 31. August 2017 in Danderyd)[9]
- Julian Herbert Folke, Herzog von Halland (* 26. März 2021 in Danderyd)[10]
- Ines Marie Lilian Silvia, Herzogin von Västerbotten (* 7. Februar 2025 in Danderyd)[11]

Carl Philip ist Patenonkel seiner Nichte Prinzessin Estelle und seines Neffen Prinz Nicolas.

## Prädikat, Titel, Wappen, Orden und Ehrungen

### Prädikat und Titel
- Seine Königliche Hoheit Carl Philip, Kronprinz von Schweden, Herzog von Värmland (13. Mai 1979 – 31. Dezember 1979)

(schwedisch: Hans Kunglig Höghet Carl Philip, Sveriges Kronprins, Hertig av Värmland)
- Seine Königliche Hoheit Carl Philip, Erbprinz von Schweden, Herzog von Värmland (1. Januar 1980–1981)

(schwedisch: Hans Kunglig Höghet Carl Philip, Sveriges Arvfurste, Hertig av Värmland)
- Seine Königliche Hoheit Carl Philip, Prinz von Schweden, Herzog von Värmland (seit 1981)

(schwedisch: Hans Kunglig Höghet Carl Philip, Prins av Sverige, Hertig av Värmland)

### Wappen

Carl Philips Wappen

Das Wappen ist durch ein goldenes schmales Tatzenkreuz geviert und trägt einen Herzschild.
Der Herzschild ist gespalten. Rechts in Blau und Rot, schrägrechts geteilt von einem Silber Schrägbalken mit einer goldenen pfahlgestellten Wasagarbe. Links oben in Blau ein nach rechts auffliegender goldener Adler, über dem das Sternbild „Großer Wagen“ mit sieben goldenen Sternen schwebt. Darunter eine dachförmige silberne Brücke mit zwei gezinnten Türmen, die auf einem mittleren, großen und zwei kleineren Durchgängen, über einem mit silbernen Wellen geschnittenen, silbernen Feld steht.
Im ersten und vierten Feld in Blau drei (2:1) gestellte goldene Kronen (für das kleine Reichswappen Schwedens). Im zweiten Feld liegt in Blau, auf drei silbernen schräglinken Wellenbalken, ein goldener rotgezungter und -bewehrter goldgekrönter Löwe (Folkunger-Wappen). Im dritten Feld ein blauer, rotgezungter und -bewehrter blauer Adler auf silbernem Grund (Wappen von Värmland).
Auf dem Schild ruht eine goldene, fünfzackige Prinzenkrone mit Spitzenperlen und blauer Mütze mit Goldkronen. Zwischen den Spitzen sind schwarze senkrecht gestellte Wasagarben abgebildet.
Das eigentliche Wappen wird von der Collane des Königlichen Seraphinenordens umschlossen.

### Orden und Ehrungen
| Jahr | Staat        | Orden/Ehrenzeichen                                            |
| ---- | ------------ | ------------------------------------------------------------- |
| 1979 | Schweden     | Orden Karls XIII.                                             |
| 1997 | Schweden     | Königlicher Seraphinenorden                                   |
| 2003 | Deutschland  | Großkreuz des Verdienstordens der Bundesrepublik Deutschland  |
| 2005 | Norwegen     | Großkreuz des Königlich Norwegischen Ordens des heiligen Olav |
| 2005 | Lettland     | Großoffizier des Drei-Sterne-Ordens                           |
| 2008 | Rumänien     | Großkreuz des Treudienstordens                                |
| 2008 | Luxemburg    | Großkreuz des Ordens von Adolph of Nassau                     |
| 2008 | Griechenland | Großkreuz des Ehrenordens                                     |
| 2011 | Estland      | Orden des Marienland-Kreuzes I. Klasse                        |
| 2012 | Finnland     | Großkreuz des Finnischen Ordens der Weißen Rose               |

## Vorfahren
| Ahnentafel von Carl Philip von Schweden | Ahnentafel von Carl Philip von Schweden | Ahnentafel von Carl Philip von Schweden | Ahnentafel von Carl Philip von Schweden | Ahnentafel von Carl Philip von Schweden | Ahnentafel von Carl Philip von Schweden                                             | Ahnentafel von Carl Philip von Schweden                                             | Ahnentafel von Carl Philip von Schweden                                      | Ahnentafel von Carl Philip von Schweden                                      |
| --------------------------------------- | --- | --- | --- | --- | ----------------------------------------------------------------------------------- | ----------------------------------------------------------------------------------- | ---------------------------------------------------------------------------- | ---------------------------------------------------------------------------- |
| Ururgroßeltern                          | König Gustav V. (1858–1950) ⚭ 1881 Prinzessin Viktoria von Baden (1862–1930)                                                               | Prinz Arthur, Duke of Connaught and Strathearn (1850–1942) ⚭ 1879 Prinzessin Luise Margareta von Preußen (1860–1917)                       | Prinz Leopold, Duke of Albany (1853–1884) ⚭ 1882 Prinzessin Helene zu Waldeck und Pyrmont (1861–1922)                                                    | Herzog Friedrich Ferdinand von Schleswig-Holstein-Sonderburg-Glücksburg (1855–1934) ⚭ 1885 Prinzessin Caroline Mathilde von Schleswig-Holstein-Sonderburg-Augustenburg (1860–1932) | Carl Louis Sommerlath (1834–1897) ⚭ ca. 1858? Anna Lucie Tille (1830–1898)          | Johann Waldau (1828–1896) ⚭ 1856 Sophie Marie Schmidt (1824–1911)                   | Joaquim Floriano de Toledo (1842–?) ⚭ 1865 Maria Julia de Barros (1849–?)    | Emiliano Baptista Soares (1852–1914) ⚭ ? Joaquina Dias Novaes (1856–?)       |
| Urgroßeltern                            | König Gustav VI. Adolf (1882–1973) ⚭ 1905 Prinzessin Margaret of Connaught (1882–1920)                                                     | König Gustav VI. Adolf (1882–1973) ⚭ 1905 Prinzessin Margaret of Connaught (1882–1920)                                                     | Herzog Carl Eduard von Sachsen-Coburg und Gotha (1884–1954) ⚭ 1905 Prinzessin Viktoria Adelheid von Schleswig-Holstein-Sonderburg-Glücksburg (1885–1970) | Herzog Carl Eduard von Sachsen-Coburg und Gotha (1884–1954) ⚭ 1905 Prinzessin Viktoria Adelheid von Schleswig-Holstein-Sonderburg-Glücksburg (1885–1970)                           | Louis Moritz Sommerlath (1860–1930) ⚭ 1886 Erna Sophie Christine Waldau (1864–1944) | Louis Moritz Sommerlath (1860–1930) ⚭ 1886 Erna Sophie Christine Waldau (1864–1944) | Arthur Floriano de Toledo (1873–1935) ⚭ 1900 Elisa Novaes Soares (1881–1928) | Arthur Floriano de Toledo (1873–1935) ⚭ 1900 Elisa Novaes Soares (1881–1928) |
| Großeltern                              | Erbprinz Gustav Adolf von Schweden, Herzog von Västerbotten (1906–1947) ⚭ 1932 Prinzessin Sibylla von Sachsen-Coburg und Gotha (1908–1972) | Erbprinz Gustav Adolf von Schweden, Herzog von Västerbotten (1906–1947) ⚭ 1932 Prinzessin Sibylla von Sachsen-Coburg und Gotha (1908–1972) | Erbprinz Gustav Adolf von Schweden, Herzog von Västerbotten (1906–1947) ⚭ 1932 Prinzessin Sibylla von Sachsen-Coburg und Gotha (1908–1972)               | Erbprinz Gustav Adolf von Schweden, Herzog von Västerbotten (1906–1947) ⚭ 1932 Prinzessin Sibylla von Sachsen-Coburg und Gotha (1908–1972)                                         | Walther Sommerlath (1901–1990) ⚭ 1925 Alice Soares de Toledo (1906–1997)            | Walther Sommerlath (1901–1990) ⚭ 1925 Alice Soares de Toledo (1906–1997)            | Walther Sommerlath (1901–1990) ⚭ 1925 Alice Soares de Toledo (1906–1997)     | Walther Sommerlath (1901–1990) ⚭ 1925 Alice Soares de Toledo (1906–1997)     |
| Eltern                                  | König Carl XVI. Gustaf (* 1946) ⚭ 1976 Silvia Renate Sommerlath (* 1943)                                                                   | König Carl XVI. Gustaf (* 1946) ⚭ 1976 Silvia Renate Sommerlath (* 1943)                                                                   | König Carl XVI. Gustaf (* 1946) ⚭ 1976 Silvia Renate Sommerlath (* 1943)                                                                                 | König Carl XVI. Gustaf (* 1946) ⚭ 1976 Silvia Renate Sommerlath (* 1943) | König Carl XVI. Gustaf (* 1946) ⚭ 1976 Silvia Renate Sommerlath (* 1943)            | König Carl XVI. Gustaf (* 1946) ⚭ 1976 Silvia Renate Sommerlath (* 1943)            | König Carl XVI. Gustaf (* 1946) ⚭ 1976 Silvia Renate Sommerlath (* 1943)     | König Carl XVI. Gustaf (* 1946) ⚭ 1976 Silvia Renate Sommerlath (* 1943)     |
| Carl Philip von Schweden                | | | | |                                                                                     |                                                                                     |                                                                              |                                                                              |